# Nola scriptrix
Nola scriptrix är en fjärilsart som beskrevs av Van Eecke. Nola scriptrix ingår i släktet Nola och familjen trågspinnare. Inga underarter finns listade i Catalogue of Life.